# Звір (фільм, 2023)
«Звір» — фільм французького режисера Бертрана Бонелло в жанрі романтичної антиутопії. Головні ролі у ньому грають Джордж Маккей та Леа Сейду.

## Сюжет
Дія фільму відбувається в майбутньому, коли люди прагнуть позбутися емоцій. Головна героїня має намір очистити свою ДНК у спеціальній машині, яка позбавить її здатності відчувати. Однак вона зустрічає чоловіка, і між героями виникає дивний зв'язок.

## У ролях
- Леа Сейду — Габріель
- Джордж Маккей — Луїс

## Виробництво
Проєкт було анонсовано у травні 2022 року. Режисером став Бертран Бонелло, головні ролі здобули Джордж Маккей та Леа Сейду. Знімання розпочали у серпні 2022 року. Відомо, що фільм буде двомовним (англійська та французька мови), продюсери описують його як «різножанровий проєкт, який йде стопами Девіда Лінча, Девіда Кроненберга і Генрі Джеймса».